# 红旗颂
《红旗颂》是由中国大陆作曲家吕其明创作的管弦乐合奏曲。该作品于1965年“上海之春”开幕式首演成功。
《红旗颂》以红旗为主题，描绘了1949年10月1日中华人民共和国成立時第一面五星红旗升起的情景，该乐曲融入了《义勇军进行曲》、《东方红》和《国际歌》等的音乐素材，巧妙地配合创作的“歌颂红旗”主题，旋律时而慷慨激昂，时而悠扬婉转，充分表达了人民对祖国的无限热爱和无比忠诚。
该乐曲被常用于一些现代题材的影视作品中，如中央电视台综合频道在2011年8月启用的频道包装就含有部分红旗颂的音符。